# Materialgruppenmanagement
Materialgruppenmanagement (MGM) ist ein Instrument der modernen Einkaufsorganisation. Im Gegensatz zum vertriebsorientierten Warengruppenmanagement werden beim Materialgruppenmanagement die Materialien und Dienstleistungen beschaffungsmarktorientiert strukturiert. Darauf aufbauend werden für das jeweilige Unternehmen in interdisziplinärer Teamarbeit Beschaffungsstrategien für Material und Lieferant definiert und Maßnahmen zur Verbesserung des Ergebnisbeitrags beziehungsweise Senkung der Kosten im Einkauf je Material erarbeitet.

## Historie
Erste Ansätze zum Materialgruppenmanagement gab es bereits vor etwa 25 Jahren. Es ist jedoch davon auszugehen, dass sich dieses Instrument erst um die Jahrtausendwende durchgesetzt und verbreitet hat.
Mittlerweile gibt es weitergehende Ansätze, die das Konzept des Materialgruppenmanagements um eine strategische Komponente erweitern. Dazu zählt vor allem das Materialkostenmanagement, bei dem die Fortschritte bei der Bearbeitung des Einkaufsvolumens ähnlich der in der Produktion oft verwendeten Gesamtanlageneffektivität anhand verschiedener Parameter dargestellt und als Prozentzahl eines Maximalwertes ausgedrückt werden können.

## Vorgehensweise
Voraussetzung für das Materialgruppenmanagement ist eine für die jeweilige Gruppe benannte, verantwortliche Person (Materialgruppenmanager). Der Materialgruppenmanager verantwortet alle zum Materialfeld zugehörigen Aktivitäten. Eine solche Spezialisierung gewährleistet eine umfassende technische und beschaffungsmarktbezogene Kompetenz.
Die allgemeine Vorgehensweise gliedert sich in drei Schritte:
- Strukturierung des Beschaffungsvolumens in aussagekräftige Kategorien
- Analyse der Einkaufsvolumina anhand von historischen Daten inklusive der Aufbereitung einer Bedarfsprognose
- Strategiedefinition für die betrachteten Warengruppen in interdisziplinären Workshops

Wesentlich für den Erfolg des Projektes ist insbesondere die Strategiedefinition, in der mindestens die folgenden Aufgaben bearbeitet werden sollten:
- Koordination aller Beschaffungsvorgänge
- ständige Optimierung der Kommunikation zwischen Material- und Lieferantendaten
- Koordination der Bestände und des Materialflusses
- Analyse der für die Materialgruppen wichtigen Beschaffungsmärkte
- Analyse und Gestaltung der Beschaffungsprozesse für die Materialgruppen

Darüber hinaus werden oft die Standardisierung des Beschaffungssortiments und die Bündelung von Einkaufsbedarfen als wesentliche (Teil-)Aufgaben benannt.

Typische Vorteile des MGM sind Senkung der Prozesskosten, niedrigere Einkaufspreise, Optimiertes Artikel-/ Lieferantenportfolio (Lieferantenstruktur) sowie eine bessere Lieferantenleistung.
Das Materialgruppenmanagement unterscheidet sich somit vom Warengruppenmanagement durch die Segmentierungskriterien, nach denen Produkte und Beschaffungsgüter segmentiert werden. Das Warengruppenmanagement teilt die Gruppen nach kundenrelevanten Kriterien ein, während das Materialgruppenmanagement nach beschaffungsmarktrelevanten Kriterien unterscheidet.
Somit weicht das MGM deutlich von der klassischen Einkaufsoptimierung ab, deren primäres Ziel es ist, den niedrigsten Preis für Materialien zu erzielen. Durch das MGM wird die Rolle des Einkäufers deutlich aufgewertet, indem er als Manager für systematische Materialkostenoptimierung gilt, statt ausschließlich für die Beschaffung von Gütern mit von den Bedarfsträgern vorgegebenen Spezifikationen zuständig zu sein.
Eine methodische Erweiterung des MGM ist das Materialkostenmanagement (MKM), bei dem der Erfolg der Initiative gegen potentiell erreichbare Ziel-/Grenzkosten gemessen wird. Das Materialkostenmanagement kann somit auch als strategisches Steuerungsinstrument und für die Definition von Langfristzielen genutzt werden.